# Onthophagus gangloffi
Onthophagus gangloffi är en skalbaggsart som beskrevs av Josso och Prévost 2001. Onthophagus gangloffi ingår i släktet Onthophagus och familjen bladhorningar. Inga underarter finns listade i Catalogue of Life.